# Шорська література
Шорська література — література шорців, народності, що мешкає в так званій Гірській Шорії на півдні Кемеровської області Російської Федерації.
Початок авторської (тобто не фольклорної) шорської літератури пов’язаний з діяльністю Алтайської духовної місії Російської православної церкви. Її місіонери, дбаючи про поширення православ’я серед автохтонних народів Півдня Західного Сибіру, приділяли велику увагу вивченню місцевих мов та перекладу Святого Письма й богослужбових текстів цими мовами (цим Алтайська місія вирізнялася між іншими місіями на території Сибіру, переважно бездіяльними). Наприкінці XIX століття ця місія видала в Казані кілька книжок релігійного змісту шорською мовою, а також шорську абетку. Це дало поштовх формуванню літературної мови.
Першим шорським письменником вважають місіонера (також першого серед шорців) та етнографа Івана Штигашева, який видав 1885 року книжку про роки свого навчання в Казанській учительській семінарії. Хоча Штигашев писав переважно російською мовою, звання першого шорського письменника виправдано, бо серед його доробку є вірш шорською мовою, перший шорський нефольклорний и неперекладний текст. Крім того, він перекладав шорською мовою священну історію. Цікаво відзначити, що Штигашев є також піонером у шорсько-українських літературних зв’язках: його «Записки о путешествии алтайца в Киев, Москву и ее окрестности» містять, зокрема, опис Києва (особливо святинь Києво-Печерської лаври).
Подальший розвиток шорської літератури теж пов'язаний із зовнішніми обставинами й теж мав ідеологічне підґрунтя: в двадцяті роки в рамках більшовицької тимчасової політики «коренізації» та культурної революції було засновано перше шорське періодичне видання — газету «Кызыл Шор» («Червона Шорія»), ініційовано «творчість мас» у радянському стилі. Серед офіційно-ідеологічних та наївних напівфольклорних текстів почали з’являтися й твори з ознаками таланту. Вершиною розквіту шорської літератури стала публікація колективної збірки за такою ж назвою — «Кызыл Шор». В ній взяли участь молоді літератори А. Бельчегешев, В. Кадишев, Ф. Чиспіяков, С. Судачаков, Л. Тотишев, В. Мойтаков, В. Каништаров, В. Кіскоров. До збірки увійшли вірші, пісні, частівки, байки та переклади. Ці твори орієнтувалися переважно на фольклорну, традиційну поетику; їхню тематику становило переважно оспівування «соціалістичних перетворень», а також реалії традиційного побуту та вдачі шорців. Незабаром вийшла й авторська збірка прози Ф. Чиспіякова, в якій було надруковано, зокрема, першу повість шорською мовою «Шолбан» («Венера»). Вірші В. Каништарова друкувалися також у монографії дослідниці шорської мови Н. Диренкової «Шорський фольклор».
Але відразу після цього шорська культура зазнала катастрофи. 1938 року було ліквідовано Шорський національний район, а невдовзі закрито шорський педагогічний технікум, заборонено друк шорської періодики та книжок (друковані видання ще й знищувалися), припинено викладання шорської мови в школах. Було репресовано багатьох представників шорської інтелігенції, яка тільки-но з’явилася.
До знищення шорської культури додалася також руйнація традиційного середовища (внаслідок промислового освоєння територій, заселених шорцями). Ці події призвели до важких соціопсихологічних наслідків, зокрема втрати етнічної свідомості багатьма шорцями; рідна мова занепадала навіть на побутовому рівні, зростала кількість самогубств, ширився алкоголізм.
Понад півстоліття шорська література існувала лише в нечисленних перекладах (переважно російською мовою). Один із зачинателів шорської літератури Федір Чиспіяков (1906–1972) опублікував у російському перекладі 1957 року повість «У долинах Мрас-су», а 1967 — «Кіне»; обидві було присвячено подіям доби встановлення радянської влади в Шорії. Він також писав оповідання, вірші, поеми, перекладав з російської казки та повісті Пушкіна, байки Крилова, оповідання Горького (переклади відносяться до тридцятих років, після цього вони вже не могли з’явитися). Від репресій врятувався також Василь Каништаров, але він кинув писати і взагалі, за свідченнями сучасників, став зломленою людиною.
Імена ще двох шорських письменників час від часу з’являлися в російських друкованих виданнях. Поет і народний співець (кайчи) С. Торбоков, відомий також своїми обробками народної творчості, зокрема шорського національного епосу, видав поетичні збірки «Біла береза» (1960), «Яличка» (1960; вірші для дітей), «Струни кай-комуса» (1967). Головна тематика його поезії — краса рідного края, але він також віддав данину радянській тематиці. Прозаїк С. Тотиш виступав як дитячий письменник. 1953 року вийшла його книжка «У тайзі» (оповідання шорського мисливця). Збірочка казок та легенд Горної Шорії в його обробці двічі (1959 та 1965) виходили під назвою «Казки Шапкая», а 1961 року з’явилися його оповідання про тварин «Господар гір». Але він теж кинув писати, хоч і не так рано, як Каништаров, але задовго до смерті.
Певні зрушення відбулися на межі вісімдесятих та дев’яностих років. Шорська інтелігенція почала активізуватися, поширився рух за збереження рідної мови та традицій, у вузах Кузбасу відновилося вивчення шорської мови. Було видано низку навчальних посібників, буквар, словник. Після великої перерви стали виходити й літературні видання. Одним з перших стала поетична збірка Миколи Бельчегешева (шорське ім’я — Койа Белчек) «Тан атча» («Розвиднюється»; 1993). Вийшли також збірки віршів Геннадія Косточакова «Мої прехороші гори» (1994), Любови Арбачакової «Онзас черім» (2002; двомовне видання), колективні збірки поезії та прози «Улгер» (1995) і «Чедиген» (2007) та інші книжки. Але, незважаючи на благородний ентузіазм творців шорської літератури, її майбутнє все ще знаходиться під знаком запитання. Симптоматичною в цьому плані є назва одної зі збірок Г. Косточакова — «Я останній шорський поет».

## Літературні зв’язки з Україною
Крім згаданого вище піонерського твору І. Штигашева, можна навести ще такі приклади літературних зв’язків.
- Українською мовою перекладено кілька віршів С. Торбокова (див., наприклад, переклади Ю. Стадниченка в журналі «Прапор», 1977, № 12, с. 199).
- С. Торбоков переклав «Заповіт» Тараса Шевченка.
- М. Бельчегешев був військовим льотчиком і служив у Запорізькому авіаційному полку.